# Candida aquae-textoris
Candida aquae-textoris är en svampart som beskrevs av Vallini, Frassinetti & Scorzetti 1997. Candida aquae-textoris ingår i släktet Candida, ordningen Saccharomycetales, klassen Saccharomycetes, divisionen sporsäcksvampar och riket svampar.   Inga underarter finns listade i Catalogue of Life.